# Thunder in the Sky
A Thunder in the Sky az amerikai Manowar együttes, 2009-ben megjelent EP-je, mely a következő teljes nagylemez előzeteseként jelent meg. Az EP-t meg lehetett vásárolni a Death To Infidels Tour turné állomásain, de kapható a "Kingdom of Steel Online Store"-ban is ( hivatalos Manowar online áruház).
A kétrészes CD második része tartalmazza a Father című dalt 16 különböző nyelven. Az angolon kívül Eric Adams felénekelte bolgár, horvát, finn, francia, német, görög, magyar, olasz, japán, norvég, lengyel, portugál, román, spanyol és török nyelveken.
A kiadványhoz újravették a rajongók körében nagyon népszerű The Crown And The Ring dal metalos változatát.

## Számlista

### CD 1
1. "Thunder in the Sky"
2. "Let the Gods Decide"
3. "Father"
4. "Die with Honor"
5. "The Crown and the Ring" (metal verzió)
6. "God or Man"

### CD 2
1. "Татко" (Father - bolgár verzió)
2. "Otac" (Father - horvát verzió)
3. "Isä" (Father - finn verzió)
4. "Mon Père" (Father - francia verzió)
5. "Vater" (Father - német verzió)
6. "Πάτερ" (Father - görög verzió)
7. "Apa" (Father - magyar verzió)
8. "Padre" (Father - olasz verzió)
9. "父" (Father - japán verzió)
10. "Far" (Father - norvég verzió)
11. "Ojciec" (Father - lengyel verzió)
12. "Pai" (Father - portugál verzió)
13. "Tată" (Father - román verzió)
14. "Padre" (Father - spanyol verzió)
15. "Baba" (Father - török verzió)